# Giro del Veneto 1938
Il Giro del Veneto 1938, quindicesima edizione della corsa, si svolse il 16 ottobre 1938 su un percorso di 229 km con partenza e arrivo a Padova. Fu vinto dall'italiano Secondo Magni, che completò il percorso in 7h16'00", precedendo in volata i connazionali Osvaldo Bailo e Mario Vicini. Conclusero la prova 16 dei 41 ciclisti al via.
Valido come ultima prova del Trofeo dell'Impero, fu organizzato dalla Società Ciclisti Padovani.

## Percorso
Dopo il via da Borgomagno a Padova, il percorso si avviò verso nord attraversando nell'ordine Cittadella, Bassano del Grappa e Primolano: da qui si giunse, al termine della salita di Enego, sull'altopiano dei Sette Comuni. Dopo il transito da Asiago e, di nuovo in pianura, da Caltrano, Thiene e Vicenza, il percorso, superata l'ultima asperità a Castelnuovo (sui Colli Euganei), si concluse sulla pista in cemento del Velodromo Giovanni Monti di Padova.

## Ordine d'arrivo (Top 10)
| Pos. | Corridore         | Squadra      | Tempo    |
| ---- | ----------------- | ------------ | -------- |
| 1    | Secondo Magni     | Legnano      | 7h16'00" |
| 2    | Osvaldo Bailo     | Bianchi      | s.t.     |
| 3    | Mario Vicini      | Lygie        | s.t.     |
| 4    | Giovanni Gotti    | Dei          | s.t.     |
| 5    | Amerigo Agati     | -            | s.t.     |
| 6    | Guerrino Lunardon | -            | s.t.     |
| 7    | Corrado Ardizzoni | U.C. Centese | a 2'45"  |
| 8    | Ennio Pozzato     | -            | s.t.     |
| 9    | Attilio Masarati  | Lygie        | s.t.     |
| 10   | Giovanni Bisio    | Wolsit       | s.t.     |